# Franck Silvestre
Franck Claude Silvestre (n. París, Francia; 5 de abril de 1967) es un exfutbolista francés, que jugaba de defensa y militó en diversos clubes de Francia y Austria.

## Selección nacional
Con la Selección de fútbol de Francia, disputó 11 partidos internacionales y no anotó goles. Incluso participó con la selección francesa, en una sola edición de la Eurocopa. La única participación de Silvestre en una Eurocopa, fue en la edición de Suecia 1992. donde su selección quedó sorpresivamente eliminada, en la primera fase de la cita de Suecia.

### Participaciones en Eurocopas
| Eurocopa      | Sede   | Resultado    |
| ------------- | ------ | ------------ |
| Eurocopa 1992 | Suecia | Primera Fase |

## Clubes
| Club        | País    | Año         |
| ----------- | ------- | ----------- |
| Sochaux     | Francia | 1985 - 1993 |
| Auxerre     | Francia | 1993 - 1998 |
| Montpellier | Francia | 1998 - 2002 |
| Bastia      | Francia | 2003        |
| Strum Graz  | Austria | 2003 - 2005 |
| FC Sète     | Francia | 2005 - 2006 |